# Чепкасов, Генрих Савельевич
Генрих Савельевич Чепкасов (род. 8 февраля 1937) — советский футболист, защитник. Мастер спорта СССР (1963).
Воспитанник футбольной школы Томска. Играл за «Сибэлектромотор»/«Томич» в 1959—1961 годах, в 1962—1964 годах — в составе «Кайрата» Алма-Ата. В 1962—1963 годах сыграл в чемпионате 36 матчей. Полуфиналист Кубка СССР 1963 года. Выступал за команды «Восток» Усть-Каменогорск (1965—1966), АДК Алма-Ата (1966). Тренер в команде «Восход»/«Энергетик» Джамбул (1967—1969).
С 2008 года стал жить в Харькове, где проживала жена от первого брака и сыновья Владимир и Артур. Через год жена скончалась.